# Göran Schäder
Per Göran Schäder, född 5 april 1950 i Enskede församling, Stockholm, död 6 augusti 2006 i Katarina församling, Stockholm, var en svensk jurist och ämbetsman.
Schäder avlade juris kandidatexamen vid Stockholms universitet 1975, genomförde tingstjänstgöring vid Sollentuna tingsrätt och var därefter fiskal och assessor i Svea hovrätt. Han var rättssakkunnig i statsrådsberedningen 1980–1984 och i justitiedepartementet 1988–1991. Han förordnandes till departementsråd och chef för enheten för bland annat konstitutionella frågor i justitiedepartementet 1991 och till rättschef i departementet 1995. Han utnämndes till regeringsråd 1998. Schäder var ordförande i flera statliga utredningar i skilda ämnen, bland annat om allmän kameraövervakning, polisdatalagstiftningen, utlänningslagen och skyddet för kulturhistoriskt värdefull bebyggelse. Han var från den 1 juli 2000 vice ordförande i Granskningsnämnden för radio och TV.